# John Robechaux
John Robechaux, en textos en inglés frecuentemente Robichaux (16 de enero de 1866, Thibodaux – 1939, Nueva Orleans) fue un director de orquesta de jazz tradicional, batería y violinista, originario de Nueva Orleans (Luisiana, EE. UU.), que obtuvo renombre y fama, a comienzos del siglo XX, en la época de formación del jazz.
Su primera banda conocida se formó en 1895 y estuvo actuando con regularidad en su ciudad natal, sobre todo en el Teatro Lincoln Park, hasta 1900. La banda estaba integrada por James Williams (corneta), Ed Cornish (trombón), George Baquet y Lorenzo Tio (clarinetes), Buddy Scott (guitarra), Henry Kimball (contrabajo) y Dee Dee Chandler (batería).
Con posterioridad, organizó sucesivas versiones de su banda, hasta 1923. En ella actuaron, entre otros, John Lindsay (trombón) y Zutty Singleton (batería). Fue una de las primeras orquestas de verdadero renombre en Nueva Orleans y solía tocar en locales frecuentados por la alta burguesía criolla, por lo que su estilo era mucho más refinado y menos hot que el de la mayor parte de las bandas coetáneas.